# Cabanas (Orol)
Cabanas (llamada oficialmente San Pantaleón de Cabanas) es una parroquia española del municipio de Orol, en la provincia de Lugo, Galicia.

## Organización territorial
La parroquia está formada por veintinueve entidades de población, constando veintisiete de ellas en el nomenclátor del Instituto Nacional de Estadística español:

### Entidades de población
Entidades de población que forman parte de la parroquia:
- A Igrexa
- A Pallarega
- A Panda
- Arrejoá[7] (Arrexoá)
- As Esqueiras
- A Torre
- Burgás[8]
- Cabana
- Cabana Vella[9] (A Cabana Vella)
- Camiño[10] (O Camiño)
- Campo de Cabo (Campo do Cabo)
- Campos[11] (Os Campos)
- Cargadoiro[12] (O Cargadoiro)
- Castiñeira[13] (A Castiñeira)
- Cotillón[14] (O Cotillón)
- Couso (O Couso)
- Diaz[15] (Os Díaz)
- Izá
- O Fondovilar
- O Pereiro
- Os Luíses
- O Teixeiro
- Picheira[16] (A Picheira)
- Vilavella (Vila Vella)

### Despoblados
Despoblados que forman parte de la parroquia:
- A Maciñeira
- Apartado[17] (O Apartado)
- Couce Gordo[18] (O Couce Gordo)
- Merán[18] (O Merán)
- O Pombeiro
- O Portal

## Demografía
| Gráfica de evolución demográfica de Cabanas entre 2000 y 2020 |
|                                                               |
| Datos según el nomenclátor publicado por el INE.              |